# Carmen (ópera)
Carmen es una ópera dramática en cuatro actos con música de Georges Bizet y libreto en francés de Ludovic Halévy y Henri Meilhac, basado en la novela homónima de Prosper Mérimée. Se estrenó en la Opéra-Comique de París el 3 de marzo de 1875, donde su ruptura con las convenciones conmocionó y escandalizó a sus primeras audiencias, y recibió valoraciones negativas de la mayoría de los críticos. Estuvo a punto de retirarse después de su cuarta o quinta representación; aunque esto se evitó y al final llegó a las 48 representaciones en su primera temporada, hizo poco para subir los decaídos ingresos de la Opéra-Comique. Cerca del final de su temporada, el teatro regalaba entradas para incrementar la audiencia. Bizet murió de un ataque al corazón, a los 36 años de edad, el 3 de junio de 1875, después de la representación número 33 y sin llegar a saber nunca cuán popular iba a ser Carmen. Inicialmente, ganó su reputación a través de una serie de producciones fuera de Francia. En octubre de 1875 se estrenó en Viena, con éxito de público y crítica, lo que marcó el inicio de su popularidad mundial. No se representó de nuevo en la Opéra-Comique hasta 1883. La obra se ha convertido desde entonces en una de las óperas más populares y representadas con mayor frecuencia en el canon clásico; la «Habanera» del primer acto y la «Canción del toreador» del segundo se encuentran entre las arias de ópera más conocidas.
La ópera está escrita en el género de opéra-comique con números musicales separados por diálogos. La historia de Carmen está ambientada en Sevilla, alrededor de 1820, y la protagoniza una bella gitana de temperamento fiero. Carmen, libre con su amor, seduce al cabo don José, un soldado inexperto. La relación de Carmen con el cabo motiva que éste rechace a su anterior amor, se amotine contra su superior y, como desertor, se una a un grupo de contrabandistas. Finalmente, cuando ella vuelca su amor en el torero Escamillo, los celos impulsan a don José a asesinarla. Las representaciones de la vida proletaria, la inmoralidad y la anarquía, además de la trágica muerte del personaje principal en el escenario, abrieron nuevos caminos en la ópera francesa y fueron muy controvertidas.
Esta última ópera de Bizet no solo transformó el género de la opéra-comique, que había permanecido estático a lo largo de medio siglo, sino que virtualmente puso fin al mismo. En unos pocos años, desapareció la tradicional distinción entre la ópera (seria, heroica y declamatoria) y opéra-comique (ligera, burguesa y con diálogos hablados). Más aún, Carmen alimentó un movimiento que iba a ganar tanto celebridad como notoriedad, primero en Italia y luego en el resto del mundo: el culto por el realismo conocido como verismo, que caracterizó la ópera italiana de finales del siglo XIX.
Desde entonces, la música de Carmen ha sido ampliamente aclamada por la brillantez de la melodía, la armonía, la atmósfera y la orquestación, y por la habilidad con la que Bizet representó musicalmente las emociones y el sufrimiento de sus personajes. Después de la muerte del compositor, la partitura estuvo sujeta a modificaciones significativas, incluida la introducción de un recitativo en lugar del diálogo original; no existe una edición estándar de la ópera y hay diferentes puntos de vista sobre qué versiones expresan mejor las intenciones de Bizet. Los estudiosos e intérpretes tuvieron grandes problemas con los textos de la obra, como ocurrió con el resto de sus óperas, dada su temprana muerte y la negligencia de sus herederos y editores, y sólo empezaron a encontrarse soluciones en los años sesenta del siglo XX. La ópera se ha grabado muchas veces desde la primera grabación acústica en 1908 y la historia ha sido objeto de muchas adaptaciones cinematográficas y teatrales.

## Contexto histórico

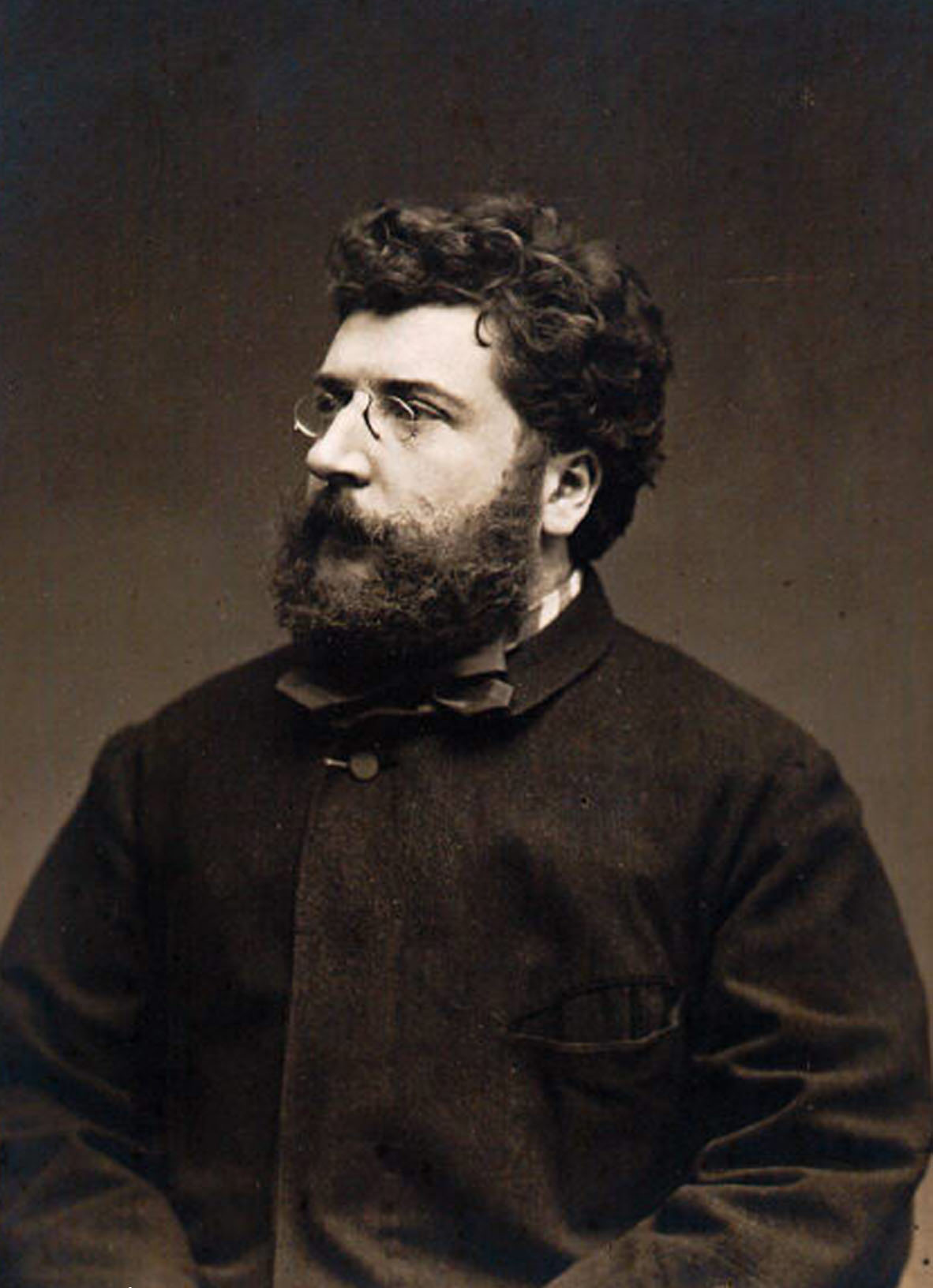
Georges Bizet, compositor de la ópera.

En el París de la década de 1860, a pesar de haber sido galardonado con el Premio de Roma, Georges Bizet luchaba para que se representaran sus obras escénicas. Los dos principales teatros de ópera financiados por el estado en la capital, la Ópera y la Opéra-Comique, seguían repertorios conservadores que restringían las oportunidades para los jóvenes talentos locales. La relación profesional de Bizet con Léon Carvalho, director de la compañía independiente Théâtre Lyrique, le permitió llevar al escenario dos óperas a gran escala, Los pescadores de perlas (1863) y La bella muchacha de Perth (1867), pero ninguna gozó de mucho éxito de público.
Cuando se reanudó la vida artística en París después de la guerra franco-prusiana de 1870-1871, Bizet encontró mayores oportunidades para la interpretación de sus obras; su ópera en un acto Djamileh se estrenó en la Opéra-Comique en mayo de 1872. Aunque fracasó y se retiró después de once funciones, dio lugar a un nuevo encargo del teatro, esta vez para una ópera de larga duración para la que Henri Meilhac y Ludovic Halévy proporcionarían el libreto. Éste, que había escrito el texto de la ópera estudiantil de Bizet Le docteur Miracle (1856), era primo de la esposa de Bizet, Geneviève; él y Meilhac tenían una sólida reputación como libretistas de muchas de las operetas de Jacques Offenbach.
Bizet estaba encantado con el encargo de la Opéra-Comique y expresó a su amigo Edmund Galabert su satisfacción por «la certeza absoluta de haber encontrado mi camino». El tema de la obra proyectada fue motivo de discusión entre el compositor, los libretistas y la dirección de la Opéra-Comique; Adolphe de Leuven, en nombre del teatro, hizo varias sugerencias que fueron cortésmente rechazadas. Fue Bizet quien primero propuso una adaptación de la novela Carmen de Prosper Mérimée. La historia de Mérimée es una mezcla de cuaderno de viaje e historia de aventuras, posiblemente inspirada en los largos viajes del escritor por España en 1830, y había sido publicada originalmente en forma serial en 1845 en la revista Revue des deux mondes y en formato libro en 1847. Puede que la novela se viera influida en parte por el poema narrativo Los gitanos (1824) de Aleksandr Pushkin, una obra que Mérimée había leído en ruso en 1840 y lo tradujo al francés en 1852. También se ha sugerido que la historia se desarrolló a partir de un incidente contado a Mérimée por su amiga la condesa Montijo. Bizet pudo haber encontrado la historia por primera vez durante su estancia en Roma de 1858 a 1860, ya que sus diarios registran a Mérimée como uno de los escritores cuyas obras absorbió en esos años.

## Creación

### Libreto y música
Meilhac y Halévy formaron un dúo de larga duración con una división del trabajo establecida: Meilhac, que carecía de oído musical, escribía los diálogos y Halévy los versos. No hay una indicación clara de cuándo comenzaron los trabajos en Carmen. Bizet y los dos libretistas coincidieron en París durante 1873 y pudieron reunirse fácilmente; por lo tanto, hay poco registro escrito o correspondencia relacionada con el comienzo de la colaboración. El libreto fue preparado de acuerdo con las convenciones de la opéra-comique, con diálogos que separan los números musicales. Se desvía de la novela de Mérimée en varios aspectos significativos. En el original, los eventos se extienden durante un período de tiempo mucho más largo y gran parte de la historia principal es narrada por José desde su celda en prisión, mientras espera la ejecución por el asesinato de Carmen. Micaela no aparece en la versión de Mérimée y el personaje de Escamillo es periférico: un picador llamado Lucas que es sólo brevemente la gran pasión de Carmen. Carmen tiene un esposo llamado García, a quien José mata durante una pelea. En la novela, Carmen y José se presentan con mucha menos simpatía que en la ópera; la biógrafa de Bizet, Mina Curtiss, comenta que la Carmen de Mérimée, en el escenario, habría parecido «un monstruo absoluto y poco convincente, si su personaje no se hubiera simplificado y profundizado».
Con los ensayos programados para comenzar en octubre de 1873, Bizet empezó a componer alrededor de enero de ese año y para el verano había completado al menos la música para el primer acto. En ese momento, según el biógrafo de Bizet, Winton Dean, «intervino algún problema en la Opéra-Comique» y el proyecto se suspendió por un tiempo. Una de las razones del retraso pudo ser las dificultades para encontrar un cantante para el papel principal. Otra fue una división que se desarrolló entre los codirectores del teatro, Camille du Locle y Adolphe de Leuven, sobre la conveniencia de la puesta en escena de la obra. De Leuven se había opuesto enérgicamente a la idea de presentar una historia tan atrevida en lo que él consideraba un teatro familiar y estaba seguro de que el público se asustaría. Halévy le aseguró que la historia se atenuaría, que el personaje de Carmen se suavizaría y Micaela la compensaría, descrita por Halévy como «una joven muy inocente y muy casta». Además, los gitanos serían presentados como personajes cómicos y la muerte de Carmen quedaría ensombrecida al final por «procesiones triunfales, ballets y fanfarrias alegres». De Leuven aceptó a regañadientes, pero su continua hostilidad hacia el proyecto lo llevó a renunciar al teatro a principios de 1874.
Después de varios retrasos, parece que Bizet reanudó el trabajo en Carmen a principios de 1874. Completó el borrador de la composición (1200 páginas de música) en el verano que pasó en la colonia de artistas de Bougival, en las afueras de París. Estaba satisfecho con el resultado e informó a un amigo: «He escrito una obra que es todo claridad y vivacidad, llena de color y melodía». Durante el período de ensayos, que comenzó en octubre, Bizet alteró repetidamente la música, a veces a petición de la orquesta, que encontraba parte de ella imposible de interpretar, a veces para satisfacer las demandas de los cantantes individuales y otras veces en respuesta a las demandas de la dirección del teatro. La partitura vocal que Bizet publicó en marzo de 1875 muestra cambios significativos con respecto a la versión de la partitura que vendió a los editores, Choudens, en enero de 1875; la partitura de dirección utilizada en el estreno difiere de cada uno de estos documentos. No hay una edición definitiva y existen diferencias entre los musicólogos sobre qué versión representa las verdaderas intenciones del compositor. Bizet también cambió el libreto, reordenando secuencias e imponiendo sus propios versos donde creía que los libretistas se habían desviado demasiado del personaje del original de Mérimée. Entre otros cambios, le dio nueva letra a la «Habanera» de Carmen y reescribió el texto del solo de Carmen en la escena de la carta del tercer acto. También proporcionó una nueva línea de apertura para la «Seguidilla» en el acto primero.

### Caracterización

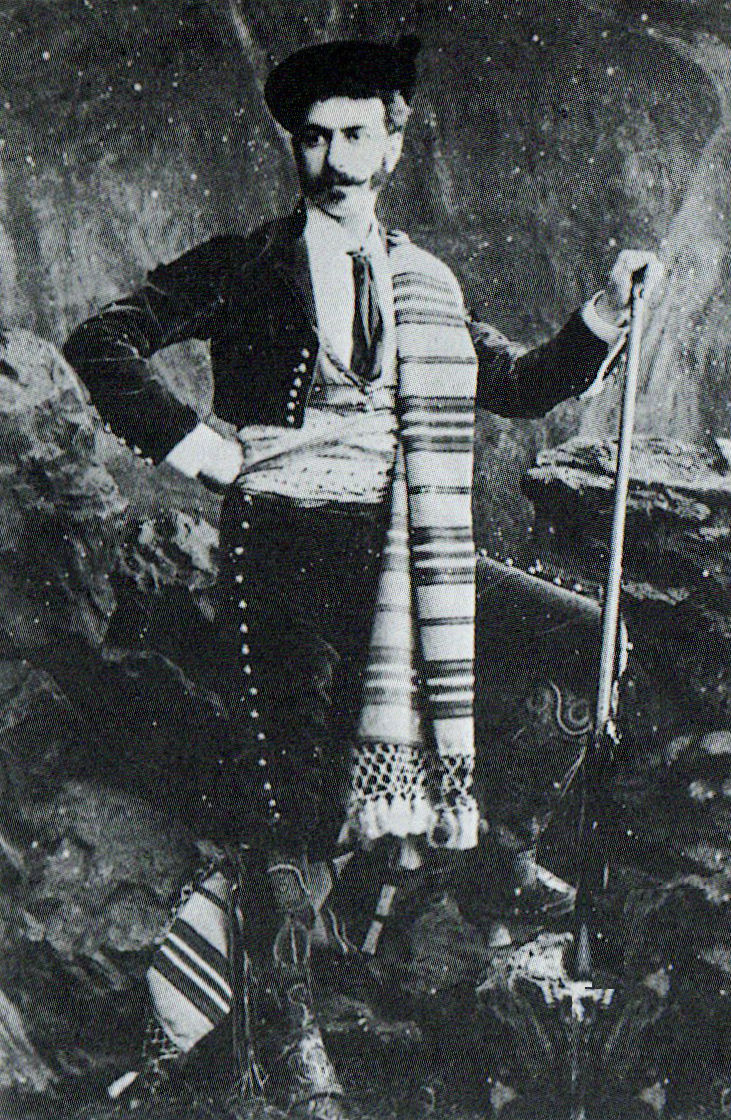
El tenor español Fernando Valero como don José.

La mayoría de los personajes de Carmen —los soldados, los contrabandistas, las gitanas y los protagonistas secundarios Micaela y Escamillo— son tipos razonablemente familiares dentro de la tradición de la opéra comique, aunque extraerlos de la vida proletaria era inusual. Los dos protagonistas, José y Carmen, quedan fuera del género. Si bien cada uno se presenta de manera bastante diferente de las representaciones de Mérimée de un bandolero asesino y una intrigante traicionera y amoral, incluso en sus formas relativamente saneadas, ninguno corresponde a las normas de la opéra comique. Son más afines al estilo verismo que encontraría una expresión más completa en las obras de Giacomo Puccini.
Dean considera que José es la figura central de la ópera: «Es su destino más que el de Carmen lo que nos interesa». La música caracteriza su declive gradual, acto por acto, de soldado honesto a desertor, vagabundo y finalmente asesino. En el acto primero es un simple paisano alineado musicalmente con Micaela; en el segundo, muestra una mayor dureza, resultado de sus experiencias como prisionero, pero está claro que al final del acto su enamoramiento por Carmen ha llevado sus emociones fuera de control. Dean lo describe en el tercer acto como un animal atrapado que se niega a salir de su jaula incluso cuando le abren la puerta, devastado por una mezcla de conciencia, celos y desesperación. En el acto final su música asume un tono sombrío y propositivo que refleja su nuevo fatalismo: «Hará un llamamiento más; si Carmen se niega, él sabe qué hacer».
La propia Carmen, según Dean, es un nuevo ejemplo de heroína operística que representa un inédito tipo de amor, no el tipo inocente asociado con la escuela de la «soprano impecable», sino algo mucho más vital y peligroso. Su capricho, valentía y amor por la libertad están representados musicalmente: «Está redimida de cualquier sospecha de vulgaridad por sus cualidades de coraje y fatalismo tan vívidamente plasmadas en la música». Curtiss sugiere que el carácter de Carmen, espiritual y musicalmente, puede ser una realización del propio anhelo inconsciente del compositor por una libertad que le niega su sofocante matrimonio. Harold C. Schonberg compara a Carmen con «una Don Giovanni femenina. Preferiría morir antes que ser falsa consigo misma». La personalidad dramática del personaje y la variedad de estados de ánimo que debe expresar exigen un talento excepcional para la actuación y el canto. Esto ha disuadido a algunos de los más distinguidos exponentes de la ópera; Maria Callas, aunque grabó la parte, nunca la interpretó en el escenario. El musicólogo Hugh MacDonald observa que «la ópera francesa nunca produjo otra femme tan fatal como Carmen», aunque pudo haber influido en algunas de las heroínas de Jules Massenet. MacDonald sugiere que fuera del repertorio francés, Salomé de Richard Strauss y Lulu de Alban Berg «pueden verse como descendientes degenerados lejanos de la seductora de Bizet».
Según consta, Bizet despreciaba la música que escribió para Escamillo: «Bueno, pidieron estiércol y lo obtuvieron», se dice que comentó sobre la canción del torero, pero, como comenta Dean, «la trivialidad radica en el personaje, no en la música». La música de Micaela ha sido criticada por sus elementos «Gounodescos», aunque Dean sostiene que su música tiene mayor vitalidad que la de cualquiera de las propias heroínas de Charles Gounod.

## Personajes

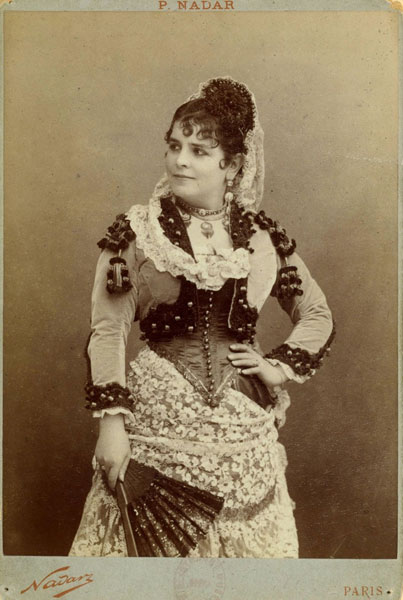
Célestine Galli-Marié, la primera Carmen, entre 1875 y 1883.

Los detalles del reparto son proporcionados por Curtiss a partir de la partitura original de piano y voz. Los diseños escénicos se atribuyen a Charles Ponchard.
| Personaje | Tesitura          | Elenco del estreno el 3 de marzo de 1875 Director: Adolphe Deloffre |
| --- | ----------------- | ------------------------------------------------------------------- |
| Carmen, cigarrera gitana | mezzosoprano      | Célestine Galli-Marié                                               |
| Don José, cabo navarro del Regimiento de Dragones de Alcalá                                                                                | tenor spinto      | Paul Lhérie                                                         |
| Escamillo, torero granadino | bajo-barítono     | Jacques Bouhy                                                       |
| Micaela, joven navarra, prometida de don José                                                                                              | soprano           | Marguerite Chapuy                                                   |
| Frasquita, gitana | soprano           | Alice Ducasse                                                       |
| Mercedes, gitana | mezzosoprano      | Esther Chevalier                                                    |
| Zúñiga, teniente del Regimiento de Dragones de Alcalá                                                                                      | bajo              | Eugène Dufriche                                                     |
| Morales, sargento del Regimiento de Dragones de Alcalá                                                                                     | barítono          | Edmond Duvernoy                                                     |
| Le Dancaïre, contrabandista | barítono          | Pierre-Armand Potel                                                 |
| Le Remendado, contrabandista | tenor buffo       | Barnolt (Paul Fleuret)                                              |
| Andrés, oficial del Regimiento de Dragones de Alcalá                                                                                       | barítono          |                                                                     |
| Lilas Pastia, posadero | Personaje hablado | N. Nathan                                                           |
| Un guía de montaña | Personaje hablado | M. Teste                                                            |
| Soldados, muchachos, cigarreras, admiradores de Escamillo, gitanos, vendedores callejeros, policías, toreros, vecinos, niños, pillos, etc. |                   |                                                                     |

## Argumento
La acción se desarrolla en Sevilla, alrededor de 1820.

### Acto I

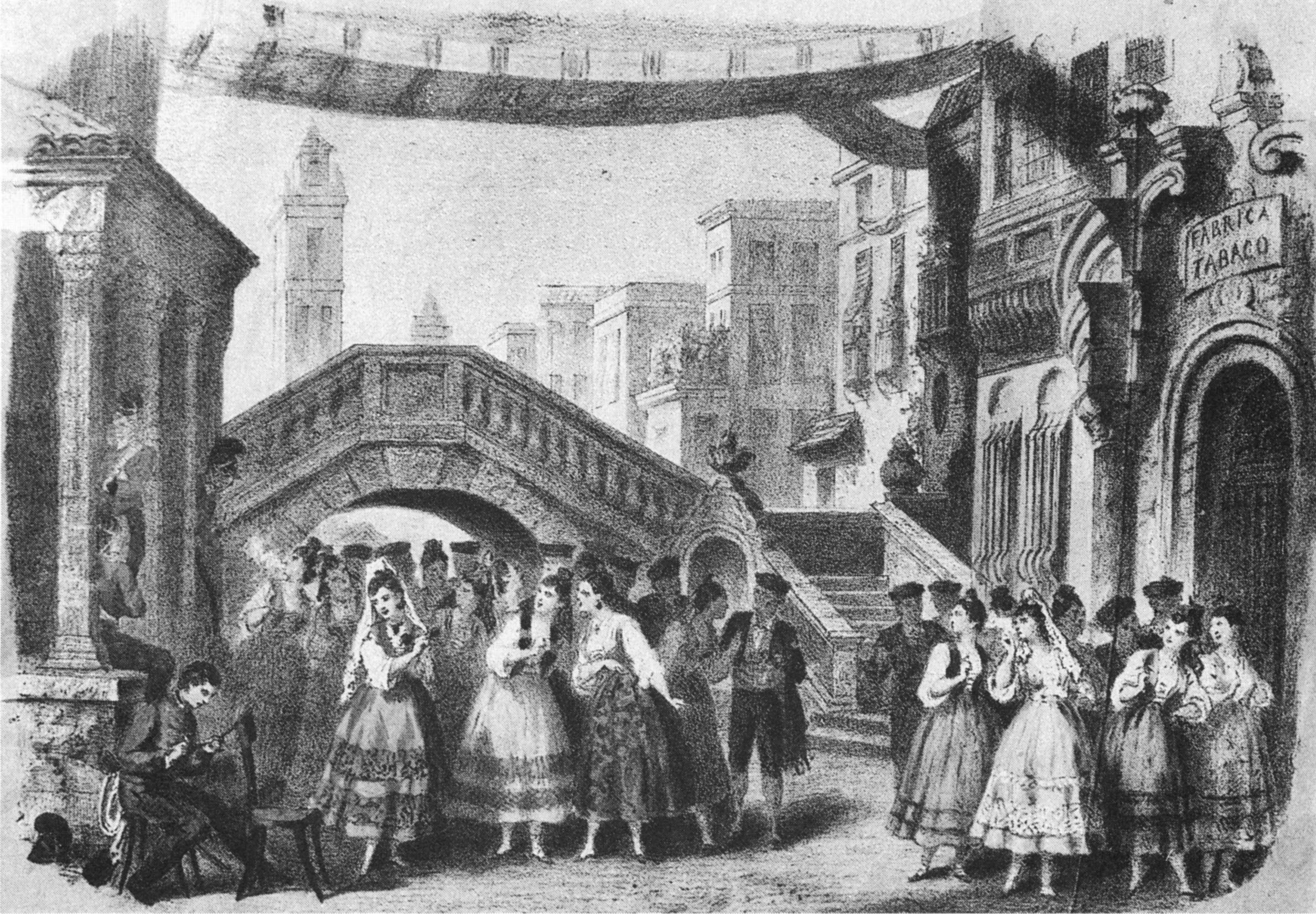
Litografía del primer acto de en el día del estreno, por Pierre-Auguste Lamy, 1875.

Una plaza, en Sevilla. A la derecha, puerta de la fábrica de tabaco. Al fondo, un puente. A la izquierda, una caseta de vigilancia.
Un grupo de soldados observa de forma curiosa a la gente que va pasando por la plaza mientras que esperan el próximo cambio de guardia y comentan a los transeúntes («Sur la place, chacun passe»). Llega Micaela buscando a su novio, el cabo don José Lizarrabengoa, a lo que Morales y el resto de soldados le indican que «José aún no está de servicio», pero que llegará en el siguiente turno. La invitan a esperar con ellos, a lo que ella responde que volverá cuando se produzca el cambio («Je reviendrai quand la garde montante va remplacer la garde descendante»). Se produce el cambio de guardia mientras que, en escena, se observa a todos los niños imitando el cambio con gran interés («Avec la garde montante»). Cuando la nueva guardia está incorporada, Morales, antes de partir, le dice a don José que una joven preguntaba por él y tras describirla, don José sabe que es Micaela, la joven huérfana que su madre acogió.
Cuando suena la campana de la fábrica, las cigarreras emergen e intercambian bromas con los jóvenes de la multitud («La cloche a sonné»). Carmen entra y canta su provocativa habanera sobre la naturaleza indomable del amor («L'amour est un oiseau rebelle» —«El amor es un pájaro rebelde»—). Los hombres le suplican que elija un amante y, después de algunas burlas, le arroja una flor a don José, quien hasta ahora la ha estado ignorando, pero ahora está molesto por su insolencia. Esta habanera es un canto de amor rebelde y que queda resumido, casi leitmotiv de toda la ópera, en el célebre «Si tu ne m'aimes pas, je t'aime; si je t'aime, prends garde a toi» («Si no me quieres, te quiero; si te quiero, ten cuidado»).
Una vez que han entrado todas las mujeres en la fábrica tras finalizar el descanso, don José se queda solo hasta que llega Micaela, le da a José una carta y un beso de su madre («¡Parle-moi de ma mère!»), en un dúo que llega a la culminación con «Ma mère, je la vois... o souvenirs d'autrefoi» («Mi madre, yo la veo... Oh recuerdos de otros tiempos»). Lee que su madre quiere que regrese a casa y se case con Micaela, quien se retira tímida y avergonzada al enterarse de esto. Justo cuando José declara que está listo para hacer caso a los deseos de su madre, las mujeres salen de la fábrica muy agitadas. Zúñiga, el oficial de guardia, se entera de que Carmen ha atacado a una mujer con un cuchillo; un grupo echa la culpa a Manuelita y el otro, a Carmen. Una vez resuelto el alboroto, el teniente Zúñiga pregunta a don José sobre los hechos que han ocurrido, a lo que este indica que se produjo una pelea y una chica apareció con una x señalada en la cara, a la vez que culpa a Carmen, de lo que esta se defiende de forma burlona («Tra la la la... Coupe-moi, brûle-moi»). Zúñiga decide que la joven gitana va a ir al calabozo y le pide a José que le ate las manos. Mientras que espera a recibir la orden deja solo al brigadier junto a Carmen. La gitana trata de seducirlo con una seguidilla («Près des remparts de Seville», «Cerca de las murallas de Sevilla»), en la que canta una noche de baile y pasión con su amante —sea quien sea— en la taberna de Lilas Pastia. Confundido, pero hipnotizado, José accede a liberarle las manos; mientras se la llevan, empuja a su escolta al suelo y sale corriendo riendo. José es detenido por incumplimiento del deber.

### Acto II
En la taberna de Lilas Pastia.

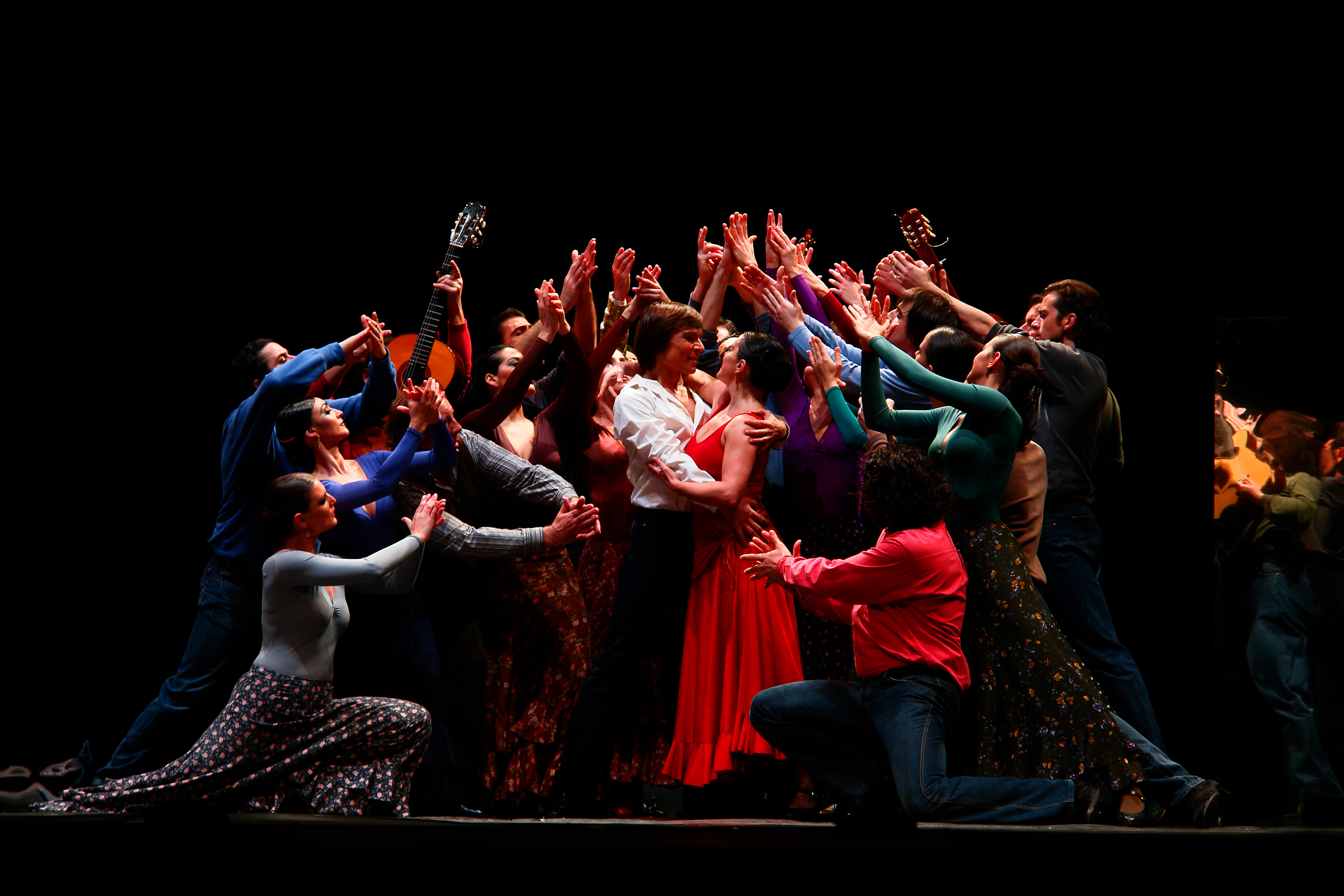
Representación de la ópera por la Compañía de danza de Antonio Gades, en febrero de 2008.

Han pasado dos meses. Carmen y sus amigas Frasquita y Mercedes están entreteniendo a Zúñiga y otros oficiales («Les tringles des sistres tintaient») en la posada de Pastia. Carmen se reúne con unos contrabandistas que están planeando un nuevo golpe, pero ella se niega a participar esperando a su nuevo amor, don José. Carmen está encantada de saber que José ha sido puesto en libertad tras dos meses de detención. En el exterior, un coro y una procesión anuncian la llegada del torero Escamillo («Vivat, vivat le Toréro»), quien va camino de Granada y pasa por la taberna. Invitado a entrar, se presenta con la «Canción del toreador», a la cual se unen todos los que están en la taberna («Votre toast, je peux vous le rendre»). Se toma una copa y queda prendado por Carmen. Después, sigue su camino hacia Granada vitoreado por todos los presentes, mientras en la taberna sólo quedan los contrabandistas, Carmen y el dueño del local.
Cuando sólo quedan Carmen, Frasquita y Mercedes, llegan los contrabandistas Dancaïre y Remendado y revelan sus planes para deshacerse de un contrabando adquirido recientemente («Nous avons en tête une affaire»). Frasquita y Mercedes están dispuestas a ayudarlos, pero Carmen se niega, ya que desea esperar a José. Después de que los contrabandistas se vayan, llega José. Carmen lo invita a un baile exótico privado («Je vais danser en votre honneur ... La la la»), pero a su canto se une un lejano toque de corneta desde el cuartel. Cuando José dice que debe volver al trabajo, ella se burla de él y él responde mostrándole la flor que ella le tiró en la plaza («La fleur que tu m'avais jetée»). Sin estar convencida, Carmen le exige que demuestre su amor al irse con ella. José se niega a desertar, pero mientras se prepara para partir, Zúñiga entra en busca de Carmen. Él y José pelean, Carmen convoca a sus camaradas gitanos, quienes detienen a Zúñiga. Por haber atacado a un oficial superior, José ahora no tiene más remedio que unirse a Carmen y los contrabandistas («Suis-nous à travers la campagne»).

### Acto III

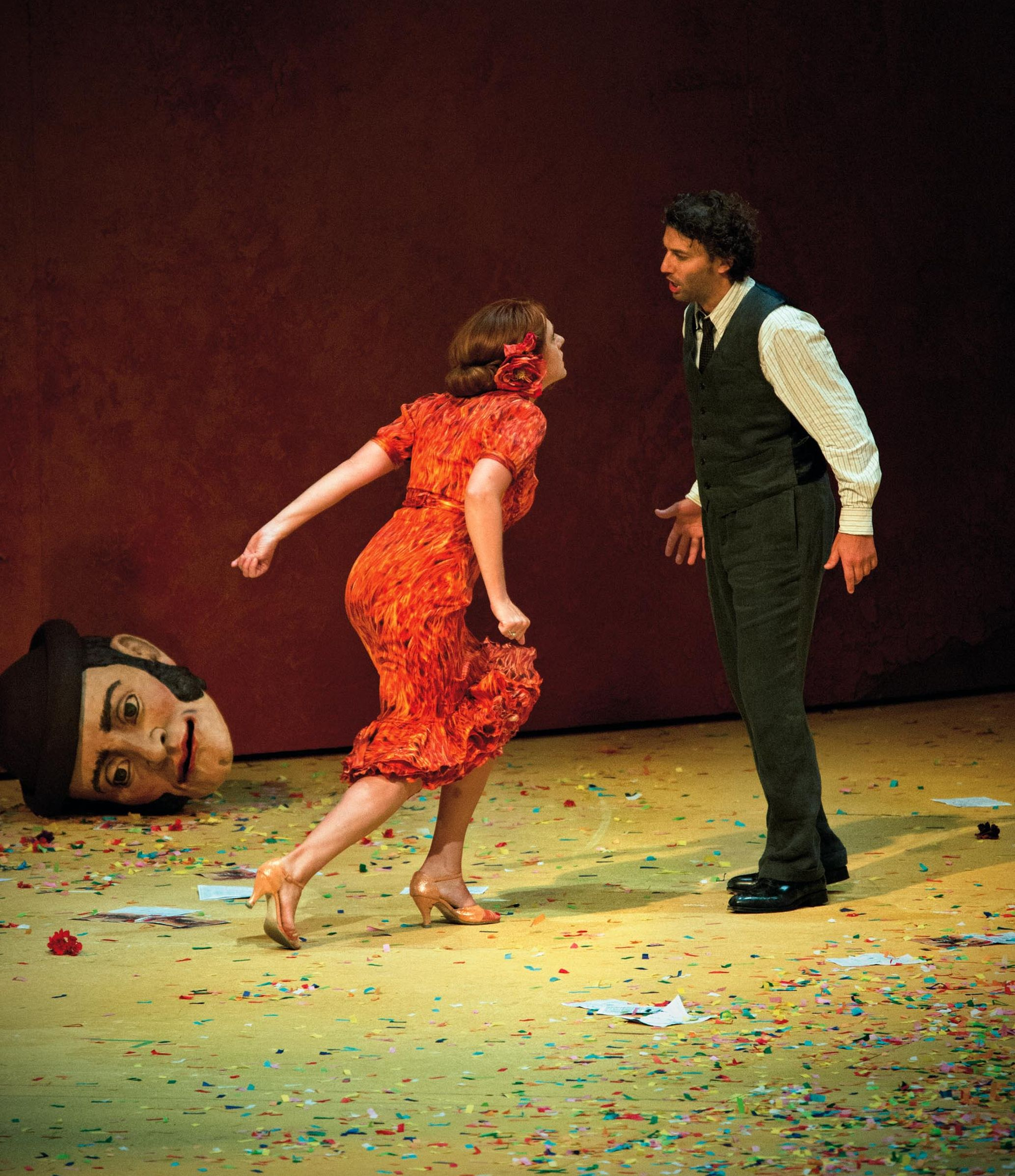
Magdalena Kožená y Jonas Kaufmann en el Festival de Salzburgo, 2012.

En un paraje salvaje en las montañas, la guarida de los contrabandistas.
Carmen y José entran con los contrabandistas y su botín («Écoute, écoute, compagnon»); Carmen ahora se ha aburrido de José y le dice con desdén que debe volver con su madre. Frasquita y Mercedes se divierten leyendo sus fortunas en las cartas; Carmen se une a ellas y descubre que las cartas predicen su muerte y la de José. Los contrabandistas parten para transportar sus mercancías mientras las mujeres distraen a los funcionarios de aduanas locales. José se queda atrás de guardia.
Micaela entra con un guía, buscando a José y decidida a rescatarlo de Carmen («Je dis que rien ne m'épouvante»). Al escuchar un disparo, se esconde asustada; es José, que ha disparado contra un intruso que resulta ser Escamillo. El placer de José por conocer al torero se convierte en ira cuando Escamillo declara su enamoramiento por Carmen. La pareja pelea («Je suis Escamillo, toréro de Grenade»), pero son interrumpidos por los contrabandistas y las chicas que regresan («Holà, holà José»). Cuando Escamillo se va, invita a todos a su próxima corrida de toros en Sevilla. Micaela es descubierta; al principio, José no se va con ella a pesar de las burlas de Carmen, pero acepta ir cuando le dicen que su madre se está muriendo. Se va, jurando que volverá. Escamillo se escucha a lo lejos, cantando la canción del torero.

### Acto IV

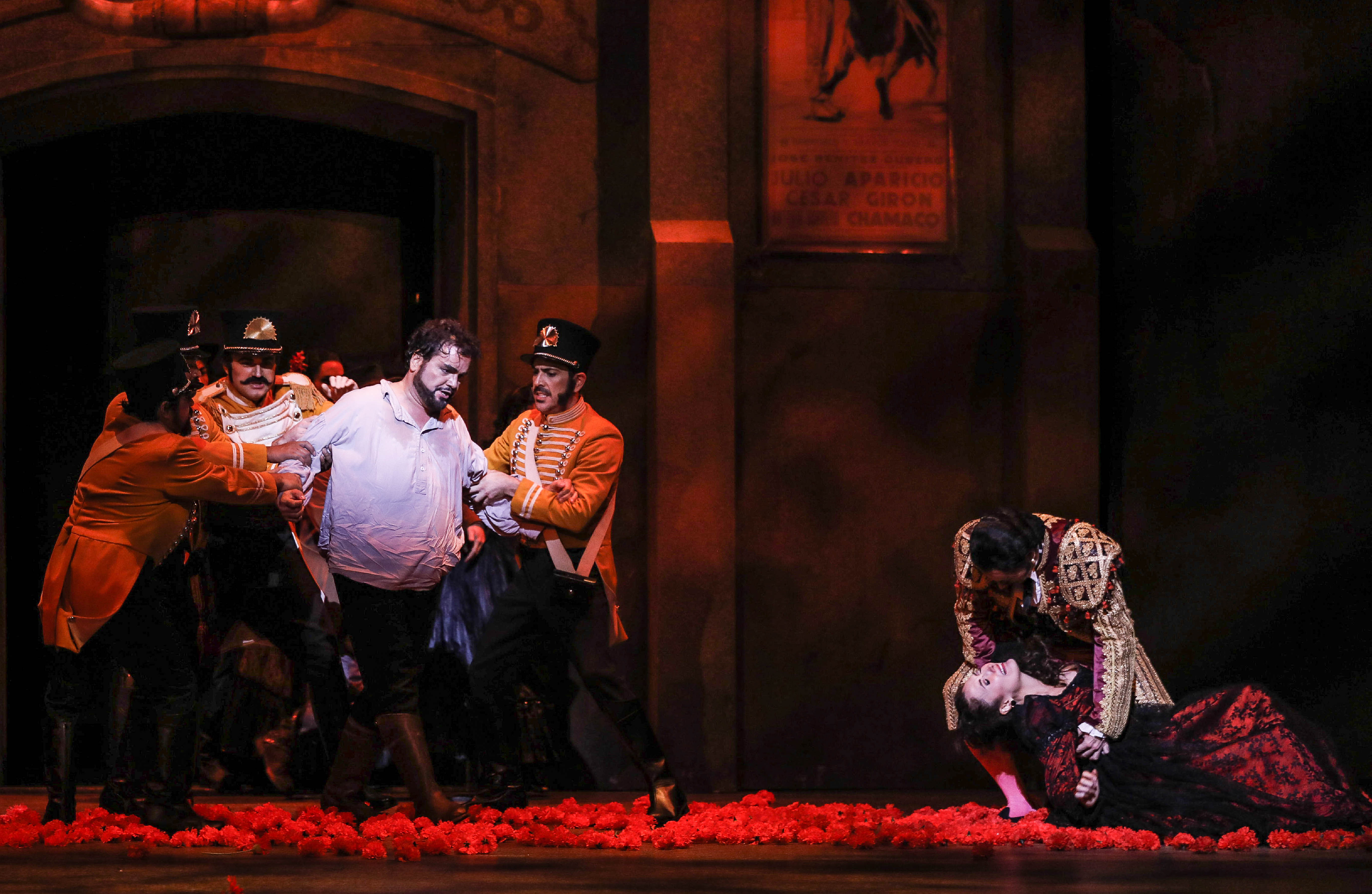
Muerte de Carmen, en el Acto IV.

En una plaza de toros de Sevilla. Al fondo, los muros de un antiguo anfiteatro.
Zúñiga, Frasquita y Mercedes se encuentran entre la multitud que espera la llegada de los toreros («Les voici! Voici la quadrille!»). Escamillo entra con Carmen y se expresan su amor mutuo («Si tu m'aimes, Carmen»). Cuando Escamillo entra en la arena, Frasquita y Mercedes advierten a Carmen que José está cerca, pero Carmen no tiene miedo y está dispuesta a hablar con él. Sola, se enfrenta al desesperado José («C'est toi!», «C'est moi!»). Mientras él le ruega en vano que regrese con él, se escuchan vítores desde la arena. Mientras José hace su última súplica, Carmen arroja con desdén el anillo que le dio e intenta ingresar a la arena. Luego la apuñala y, mientras Escamillo es aclamado por la multitud, Carmen muere. José se arrodilla y canta «¡Ah! Carmen! ma Carmen adorée!»; cuando la multitud sale de la arena, José confiesa haber matado a Carmen.

## Análisis musical
Hervé Lacombe, en su estudio de la ópera francesa del siglo XIX, sostiene que Carmen es una de las pocas obras de ese amplio repertorio que ha resistido el paso del tiempo. Si bien coloca la ópera firmemente dentro de la larga tradición de la opéra comique, MacDonald considera que trasciende el género y que su inmortalidad está asegurada por «la combinación abundante de melodía impactante, armonía hábil y orquestación perfectamente calculada». Dean ve el principal logro de Bizet en la demostración de las acciones principales de la ópera en la música, más que en el diálogo, y escribe que «pocos artistas han expresado tan vívidamente los tormentos infligidos por las pasiones sexuales y los celos». Dean coloca el realismo de Bizet en una categoría diferente del verismo de Puccini y otros; compara al compositor con Wolfgang Amadeus Mozart y Giuseppe Verdi en su capacidad para involucrar a su audiencia con las emociones y sufrimientos de sus personajes.
Bizet, que nunca había visitado España, buscó material étnico apropiado para dar un auténtico sabor español a su música. La habanera de Carmen se basa en una canción idiomática, «El arreglito», del compositor español Sebastián Iradier. Bizet la había tomado como una melodía popular genuina; cuando se enteró de su origen reciente, agregó una nota a la partitura vocal, en la que acreditaba a Iradier. Usó una canción popular genuina como fuente del desafiante «Coupe-moi, brûle-moi» de Carmen, mientras que otras partes de la partitura, en particular la «Seguidilla», utilizan los ritmos y la instrumentación asociados con el flamenco. Sin embargo, Dean insiste en que «[esta] es una ópera francesa, no española»; los «cuerpos extraños», aunque indudablemente contribuyen a la atmósfera única de la ópera, forman sólo un pequeño ingrediente de la música completa.

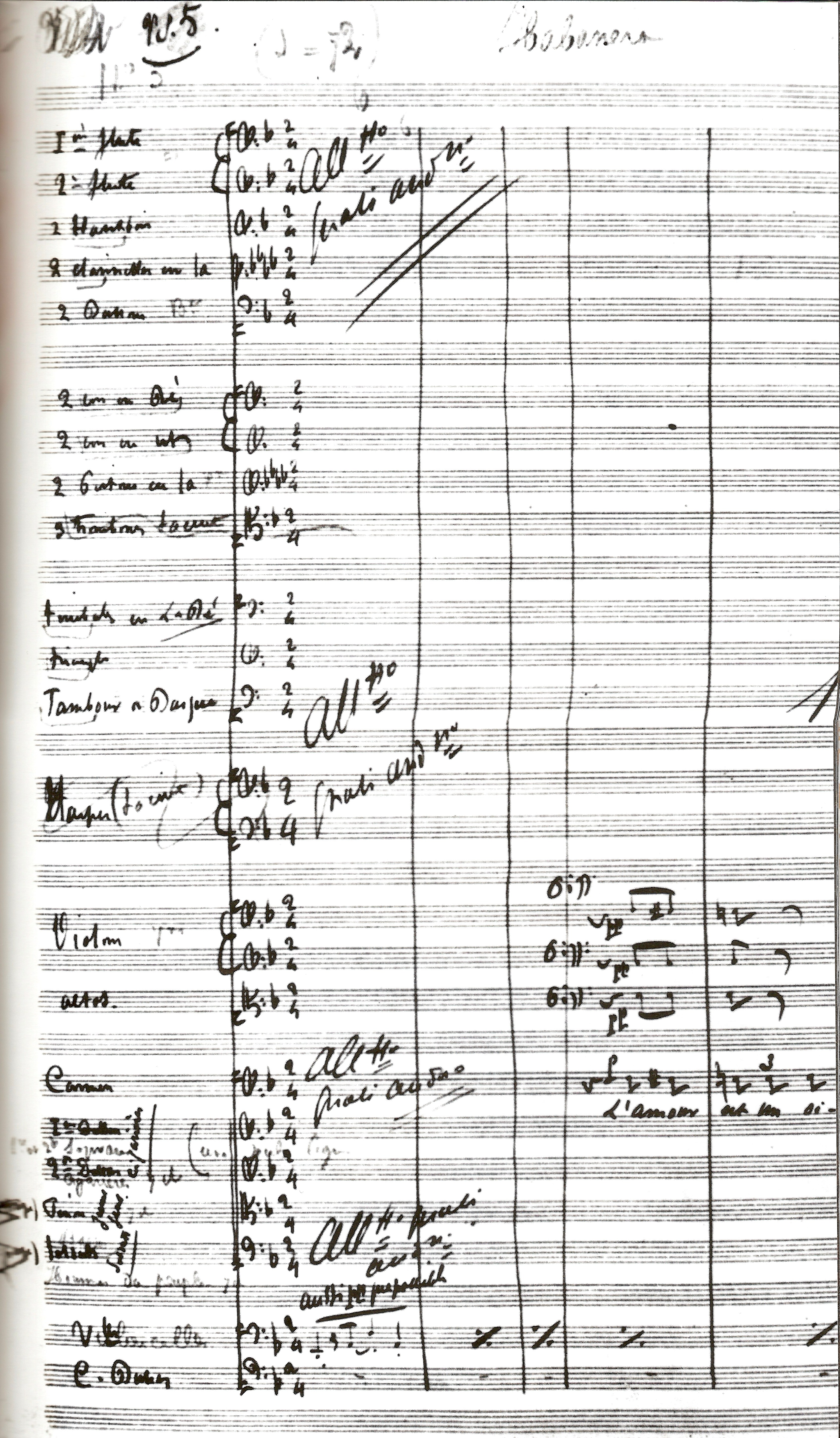
Manuscrito de la habanera «L'amour est un oiseau rebelle».

El preludio del primer acto combina tres temas recurrentes: la entrada de los toreros del acto cuarto, el estribillo de la «Canción del toreador» del acto segundo y el motivo que, en dos formas ligeramente diferentes, representa tanto a la propia Carmen como al destino que personifica. Este motivo, tocado con clarinete, fagot, corneta y violonchelo sobre trémolo de cuerdas, concluye el preludio con un crescendo abrupto. Cuando se levanta el telón, pronto se establece una atmósfera luminosa y soleada que impregna las escenas iniciales. Las solemnidades fingidas del cambio de guardia y los coqueteos entre la gente del pueblo y las chicas de la fábrica preceden a un cambio de humor cuando una breve frase del motivo del destino anuncia la entrada de Carmen. Después de su provocadora habanera, con su persistente ritmo insidioso y cambios de tonalidad, el motivo del destino suena con plenitud cuando Carmen arroja su flor a José antes de partir. Esta acción provoca en José un apasionado solo en la mayor que, según sugiere Dean, es el punto de inflexión en su caracterización musical. La vena más suave regresa brevemente, cuando Micaela reaparece y se une a José en un dúo con un cálido acompañamiento de clarinete y cuerdas. La tranquilidad se rompe con la ruidosa pelea de las mujeres, el dramático reingreso de Carmen y su desafiante interacción con Zúñiga. Después de que su seductora «Seguidilla» provoque a José a un grito agudo en la♯ y exasperado, la fuga de Carmen está precedida por la breve, pero desconcertante, repetición de un fragmento de la habanera. Bizet revisó este final varias veces para aumentar su efecto dramático.
El segundo acto comienza con un breve preludio, basado en una melodía que José cantará fuera del escenario antes de su próxima entrada. Una escena festiva en la posada precede a la entrada tumultuosa de Escamillo, en la que los metales y la percusión brindan un respaldo destacado mientras la multitud canta. El quinteto que sigue es descrito por Newman como «de incomparable brío e ingenio musical». La aparición de José precipita una larga escena de galanteo mutuo; Carmen canta, baila y toca las castañuelas; un lejano toque de corneta llamando a José al deber se mezcla con la melodía de Carmen de manera que apenas se distingue. Una referencia apagada al motivo del destino en un corno inglés conduce a la «Canción de la flor» de José, una melodía fluida y continua que termina pianissimo en un si♭ alto prolongado. La insistencia de José en que, a pesar de los halagos de Carmen, debe volver al deber lleva a una pelea; la llegada de Zúñiga, la consecuente pelea y la inevitable entrada de José a la vida sin ley culmina musicalmente en el triunfante himno a la libertad que cierra el acto. El preludio del acto tercero fue pensado originalmente para la partitura de L'Arlésienne de Bizet. Newman lo describe como «una miniatura exquisita, con mucho diálogo y entrelazamiento entre las maderas». A medida que se desarrolla la acción, la tensión entre Carmen y José se hace evidente en la música. En la escena de las cartas, el animado dúo de Frasquita y Mercedes se vuelve ominoso cuando interviene Carmen; el motivo del destino subraya su premonición de muerte. El aria de Micaela, tras su entrada en busca de José, es una pieza convencional, aunque de profundo sentimiento, precedida y concluida por toques de trompa. La parte media del acto la ocupan Escamillo y José, ahora reconocidos como rivales por el favor de Carmen. La música refleja sus actitudes contrastantes: Escamillo sigue siendo, dice Newman, «invenciblemente cortés e irónico», mientras que José es hosco y agresivo. Cuando Micaela le ruega a José que la acompañe con su madre, la dureza de la música de Carmen revela su lado más antipático. Cuando José se va, prometiendo regresar, el tema del destino se escucha brevemente en las maderas. El sonido confiado fuera del escenario del Escamillo que se va cantando el estribillo del torero ofrece un claro contraste con la creciente desesperación de José. El acto final está precedido por una animada pieza orquestal derivada de la opereta corta de Manuel García El criado fingido. Después de la escena de apertura de la multitud, la marcha de los toreros es encabezada por el coro de niños; la multitud saluda a Escamillo antes de su breve escena de amor con Carmen. El largo final, en el que José hace sus últimas súplicas a Carmen y es rechazado contundentemente, está puntuado en los momentos críticos por entusiastas gritos fuera del escenario desde la plaza de toros. Mientras José mata a Carmen, el coro canta el estribillo de la «Canción del toreador» fuera del escenario; el motivo del destino, que ha estado sugerentemente presente en varios momentos del acto, se escucha fortissimo, junto con una breve referencia a la escena musical de naipes de Carmen. Las últimas palabras de amor y desesperación de José son seguidas por un largo acorde final, sobre el cual cae el telón sin más comentarios musicales o vocales.

### Instrumentación
La partitura está escrita para una orquesta formada por:
- Viento madera: 2 flautas (doblando al flautín), 2 oboes (el segundo doblando al corno inglés), 2 clarinetes, 2 fagotes.
- Viento metal: 4 trompas, 2 trompetas, 3 trombones.
- Percusión: timbales, bombo, caja, platillos, triángulo, pandereta, castañuelas.
- Cuerda: arpa y una sección de cuerdas con violines I y II, violas, violonchelos y contrabajos.

El complemento orquestal para el estreno fue de 62 o 57 músicos en total (dependiendo de si los trompetistas y los trombonistas duplicaron la música fuera del escenario).

### Números musicales
Los números son de la partitura vocal (versión en inglés) impresa por G. Schirmer Inc. (Nueva York, 1958) del arreglo de Guiraud de 1875.
| Acto I 1. Prelude (orquesta) 2. Sur la place chacun passe (coro de soldados, Morales, Micaela) 3. Avec la garde montante (coro de pillos, Zúñiga) 4. La cloche a sonné (coro de ciudadanos, soldados, cigarreras) 5. Habanera: L'amour est un oiseau rebelle (Carmen, coro as above) 6. Carmen! Sur tes pas nous pressons! (coro de ciudadanos and cigarreras) 7. Parle-moi de ma mère (José, Micaela) 8. Que se passe-t-il là-bas? Au secours! Au secours! (coro de cigarreras, soldados, Zúñiga) 9. Tra-la-la ... Coupe-moi, brûle-moi (Carmen, Zúñiga, cigarreras, José) 10. Seguidilla: Près des remparts de Séville (Carmen, José) 11. Finale: Voici l'ordre; partez (Zúñiga, Carmen) Entr'acte (orquesta) | Acto II 1. Les tringles des sistres tintaient (Carmen, Mercedes, Frasquita) 2. Vivat! Vivat le torero! (coro de Escamillo's followers, Zúñiga, Mercedes, Frasquita, Morales, Lilas Pastia) 3. Canción del toreador: Votre toast, je peux vous le rendre (Escamillo, Frasquita, Mercedes, Carmen, Morales, Zúñiga, Lilas Pastia, coro) 4. Quintette: Nous avons en tête une affaire! (Le Dancaire, le Remendado, Carmen, Frasquita, Mercedes) 5. Halte-là! Qui va là? (José, Carmen, Mercedes, Frasquita, le Dancaire, le Remendado) 6. Je vais danser en votre honneur... La fleur que tu m'avais jetée... Non! Tu ne m'aimes pas! (Carmen, José) 7. Finale: Holà! Carmen! Holà! (Zúñiga, José, Carmen, le Dancaire, le Remendado, Mercedes, Frasquita, coro) Entr'acte (orquesta) | Acto III 1. Écoute, compagnon, écoute (coro de smugglers, Mercedes, Frasquita, Carmen, José, le Dancaire, le Remendado) 2. Mêlons! – Coupons! (Frasquita, Mercedes, Carmen) 3. Quant au douanier, c'est notre affaire (Frasquita, Mercedes, Carmen, le Dancaire, le Remendado, coro) 4. C'est les contrabandiers le refuge ordinaire (Micaela) 5. Je suis Escamillo, torero de Grenade! (Escamillo, José) 6. Finale: Holà holà José! (Carmen, Escamillo, Micaela, Frasquita, Mercedes, le Dancaire, José, le Remendado, coro) Entr'acte (orquesta) Acto IV 1. A deux cuartos! (coro de ciudadanos, Zúñiga, Morales, Frasquita, Mercedes) 2. Les voici, voici la quadrille... Si tu m'aimes, Carmen (coro de ciudadanos, muchachos, Escamillo, Carmen, Frasquita, Mercedes) 3. Finale: C'est toi! – C'est moi! (Carmen, José, coro) |

## Historial de representaciones

### Formación del elenco
La búsqueda de una cantante-actriz para interpretar a Carmen comenzó en el verano de 1873. La especulación de la prensa favoreció a Zulma Bouffar, quien quizás era la elección preferida de los libretistas. Había cantado papeles principales en muchas de las óperas de Offenbach, pero era inaceptable para Bizet y du Locle la rechazó por considerarla inadecuada. En septiembre se hizo un acercamiento a Marie Roze, muy conocida por anteriores triunfos en la Opéra-Comique, la Opéra y en Londres. Rechazó el papel cuando se enteró de que tendría que morir en el escenario. Luego se ofreció el papel a Célestine Galli-Marié, quien aceptó los términos con du Locle después de varios meses de negociación. Galli-Marié, una intérprete exigente y en ocasiones tempestuosa, sería una aliada incondicional de Bizet, apoyando a menudo su resistencia a las demandas de la dirección de que se atenuara la obra. En ese momento, se creía generalmente que ella y el compositor estaban teniendo una relación amorosa durante los meses de ensayo.
El papel de tenor principal de don José se le dio a Paul Lhérie, una estrella en ascenso de la Opéra-Comique que había aparecido recientemente en obras de Massenet y Delibes. Más tarde se convertiría en barítono y en 1887 interpretó el papel de Zurga en el estreno en Covent Garden de Los pescadores de perlas. Jacques Bouhy, contratado para cantar a Escamillo, era un joven barítono de origen belga que ya había aparecido en papeles exigentes como Méphistophélès en el Fausto de Gounod y como el Fígaro de Mozart. Marguerite Chapuy, que interpretó a Micaela, estaba al comienzo de una corta carrera en la que fue brevemente una estrella en el Teatro Drury Lane de Londres; el impresario James H. Mapleson la consideró «una de las vocalistas más encantadoras que he tenido el placer de conocer». Sin embargo, se casó y abandonó los escenarios por completo en 1876, rechazando los considerables incentivos en efectivo de Mapleson para regresar.

### Estreno

Ilustración de Journal amusant de 1875.

Debido a que los ensayos no comenzaron hasta octubre de 1874 y duraron más de lo previsto, el estreno se retrasó. Los ensayos finales fueron bien y, en un estado de ánimo generalmente optimista, se fijó la noche del estreno para el 3 de marzo de 1875, día en el que, casualmente, se anunció formalmente el nombramiento de Bizet como Caballero de la Legión de Honor. Al estreno, dirigido por Adolphe Deloffre, asistieron muchas de las principales figuras musicales de París, incluidos Massenet, Offenbach, Delibes y Gounod; durante la actuación se escuchó al último quejándose amargamente de que Bizet le había robado la música del aria de Micaela del acto tercero: «¡Esa melodía es mía!». Halévy registró sus impresiones sobre el estreno en una carta a un amigo; el primer acto fue evidentemente bien recibido, con aplausos a los números principales y numerosos toques de telón. La primera parte del segundo acto también fue bien, pero después de la canción del torero hubo, señaló Halévy, «frialdad». En el tercer acto sólo el aria de Micaela se ganó los aplausos y el público estaba cada vez más desconcertado. El acto final fue «glacial de principio a fin», y Bizet se quedó «solo con el consuelo de unos pocos amigos». El crítico Ernest Newman escribió más tarde que la audiencia sentimentalista de la Opéra-Comique estaba «conmocionada por el realismo drástico de la acción» y por la moralidad defectuosa y de baja reputación de la mayoría de los personajes. Bizet replicó, en respuesta a un cumplido, «¿No ves que todos estos burgueses no han entendido una palabra miserable de la obra que he escrito para ellos?». En una línea diferente, poco después de que la obra hubiera concluido, Massenet envió a Bizet una nota de felicitación: «¡Qué feliz debes estar en este momento, es un gran éxito!».
El tono general de las reseñas de prensa del día siguiente osciló entre la decepción y la indignación. Los críticos más conservadores se quejaron del «wagnerismo» y de la subordinación de la voz al ruido de la orquesta. Hubo consternación de que la heroína fuera una seductora amoral en lugar de una mujer virtuosa; la interpretación de Galli-Marié del papel fue descrita por un crítico como «la encarnación misma del vicio». Otros compararon la obra desfavorablemente con el repertorio tradicional de la Opéra-Comique de Auber y Boieldieu. Léon Escudier en L'Art Musical denominó a la música de Carmen «aburrida y oscura ... el oído se cansa de esperar la cadencia que nunca llega». Parecía que Bizet generalmente no había cumplido con las expectativas, tanto de aquellos que (dadas las asociaciones pasadas de Halévy y Meilhac) habían esperado algo en el molde de Offenbach, y de críticos como Adolphe Jullien, que había anticipado un drama musical wagneriano. Entre los pocos críticos que apoyaron la obra estaba el poeta Théodore de Banville, en Le National aplaudió a Bizet por presentar un drama con hombres y mujeres reales en lugar de los «títeres» habituales de la Ópera-Comique.
En su presentación inicial en la Opéra-Comique, Carmen provocó poco entusiasmo público; compartió teatro durante un tiempo con el mucho más popular Réquiem de Verdi. Carmen se representaba a menudo ante salas medio vacías, incluso cuando la dirección regalaba un gran número de entradas. Temprano el 3 de junio, el día después de la trigesimotercera representación de la ópera, Bizet murió repentinamente de una enfermedad cardíaca, a la edad de 36 años. Era su aniversario de boda. La actuación de esa noche fue cancelada; las trágicas circunstancias trajeron un aumento temporal en el interés público durante el breve período antes de que terminara la temporada. Du Locle trajo a Carmen en noviembre de 1875, con el elenco original, y tuvo otras doce funciones hasta el 15 de febrero de 1876 para dar un total de 48 en un año para la producción original. Entre los que asistieron a una de estas funciones posteriores estaba Piotr Ilich Chaikovski, quien escribió a su benefactora, Nadezhda von Meck: «Carmen es una obra maestra en todos los sentidos de la palabra ... una de esas raras creaciones que expresa los esfuerzos de toda una época musical». Después de la representación final, Carmen no volvió a ser vista en París hasta 1883.

### Primeros nuevos montajes

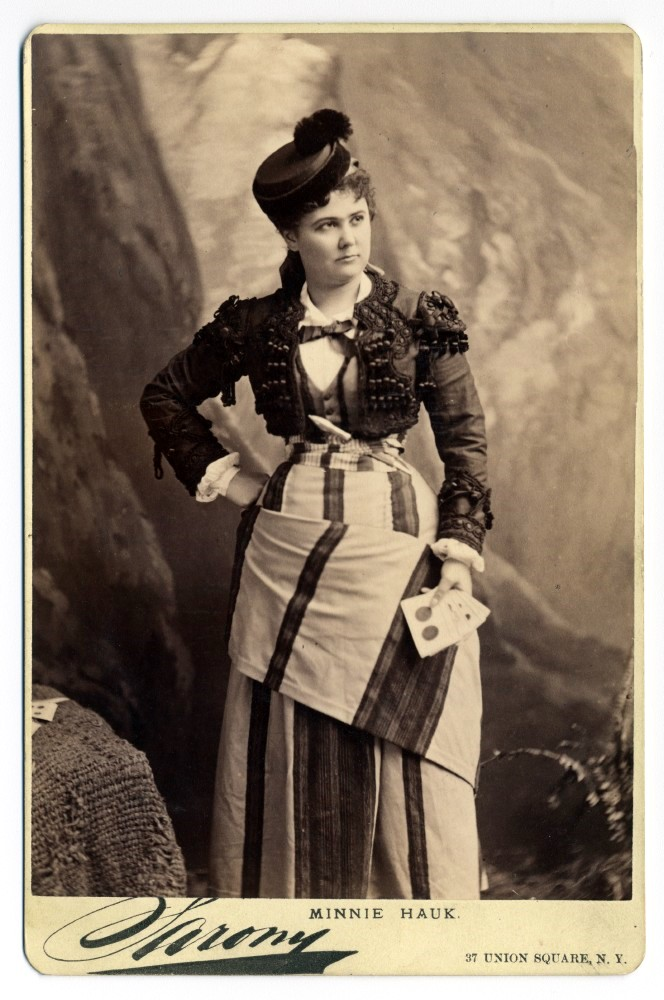
Minnie Hauk como Carmen.

Poco antes de su muerte, Bizet firmó un contrato para una producción de Carmen por la Ópera de la Corte de Viena. Para esta versión, puesta en escena por primera vez el 23 de octubre de 1875, el amigo de Bizet, Ernest Guiraud, reemplazó los diálogos originales (característicos de la opéra-comique) con recitativos, para crear un formato de grand opéra. Guiraud también reorquestó música de la suite L'Arlésienne de Bizet para proporcionar un ballet espectacular para el segundo acto de Carmen. Poco antes de la presentación inicial en Viena, el director de la Ópera de la Corte, Franz von Jauner, decidió utilizar partes del diálogo original junto con algunos de los recitativos de Guiraud; este híbrido y la versión recitativa completa se convirtieron en las normas para las producciones de la ópera fuera de Francia durante la mayor parte del siglo siguiente.
A pesar de sus desviaciones del formato original de Bizet y algunas reservas críticas, la producción de Viena de 1875 fue un gran éxito entre el público de la ciudad. También ganó elogios tanto de Wagner como de Brahms. Según los informes, este último vio la ópera veinte veces y dijo que habría «ido a los confines de la tierra para abrazar a Bizet». El triunfo vienés inició el rápido ascenso de la ópera hacia la fama mundial. En febrero de 1876 comenzó a representarse en Bruselas en el Teatro Real de la Moneda; volvió allí al año siguiente, con Galli-Marié en el papel principal, y a partir de entonces se convirtió en un elemento permanente del repertorio de la ciudad. El 17 de junio de 1878 se representó Carmen en Londres, en el Her Majesty's Theatre, donde Minnie Hauk comenzó su larga asociación con el papel de Carmen. Una producción paralela de Londres en Covent Garden, con Adelina Patti, fue cancelada cuando Patti se retiró. La exitosa producción de Her Majesty's Theatre, cantada en italiano, tuvo una acogida igualmente entusiasta en Dublín. El 23 de octubre de 1878, la ópera recibió su estreno en Estados Unidos, en la Academia de Música de Nueva York, y ese mismo año se presentó en San Petersburgo.
En los siguientes cinco años se realizaron actuaciones en numerosas ciudades estadounidenses y europeas. La ópera encontró una especial aprobación en Alemania, donde el canciller, Otto von Bismarck, aparentemente, la vio en veintisiete ocasiones diferentes y donde Friedrich Nietzsche opinó que se «convirtió en un mejor hombre cuando Bizet me habla» y la consideró como una respuesta latina a la estética wagneriana. Carmen también fue aclamada en numerosas ciudades provinciales francesas, incluidas Marsella, Lyon y, en 1881, Dieppe, donde Galli-Marié volvió al papel. En España se estrenó en el Teatro Lírico de Barcelona el 2 de agosto de 1881, también con la actuación de Galli-Marie, que escribió a la viuda de Bizet para comunicarle que el estreno español había sido «otro gran éxito». Pero Carvalho, que había asumido la dirección de la Opéra-Comique, pensó que la obra era inmoral y se negó a restablecerla. Meilhac y Hálevy estaban más dispuestos a aceptar una reposición, siempre y cuando Galli-Marié no participara en ella; culparon a su interpretación del relativo fracaso del estreno.
En abril de 1883, Carvalho finalmente revivió a Carmen en la Opéra-Comique, con Adèle Isaac en una producción poco ensayada que eliminó algunos de los aspectos controvertidos del original. Carvalho fue rotundamente condenado por la crítica por ofrecer una parodia de lo que se había llegado a considerar una obra maestra de la ópera francesa; sin embargo, esta versión fue aclamada por el público con llenos continuos. En octubre, Carvalho cedió a la presión y revisó la producción; trajo de vuelta a Galli-Marié y restauró la partitura y el libreto a sus versiones de 1875. En 1887 se estrenó en Madrid, en el Teatro de la Zarzuela, traducida al español y con dirección de Gerónimo Giménez.

### Éxito mundial

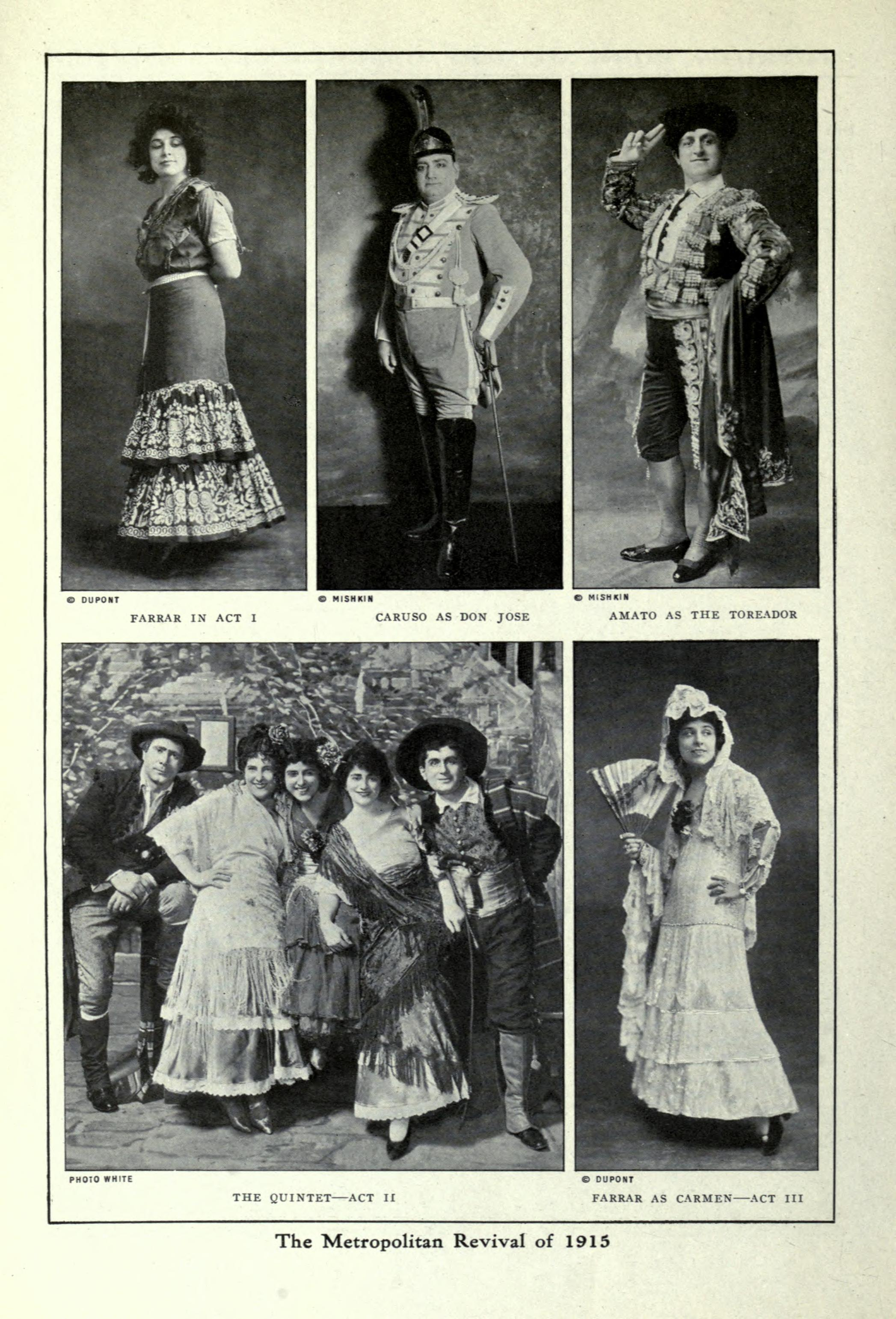
Fotos publicitarias para el reestreno de Carmen en la Metropolitan Opera de Nueva York, en enero de 1915, con Enrico Caruso, Geraldine Farrar y Pasquale Amato.

El 9 de enero de 1884, Carmen tuvo su primera actuación en la Metropolitan Opera de Nueva York, con una recepción crítica mixta. The New York Times dio la bienvenida al «trabajo bonito y efectivo» de Bizet, pero comparó desfavorablemente la interpretación de Zelia Trebelli del papel principal con la de Minnie Hauk. A partir de entonces, Carmen se incorporó rápidamente al repertorio regular del Met. En febrero de 1906 Enrico Caruso cantó por primera vez José en el Met; continuó actuando en este papel hasta 1919, dos años antes de su muerte. El 17 de abril de 1906, de gira con el Met, cantó el papel en el Grand Opera House de San Francisco. Luego se sentó hasta las 3 de la mañana para leer las reseñas de las primeras ediciones de los periódicos del día siguiente. Dos horas más tarde, lo despertaron las primeras sacudidas violentas del terremoto de San Francisco de 1906, después de lo cual él y sus compañeros se escaparon apresuradamente del Palace Hotel.
La popularidad de Carmen continuó a través de las sucesivas generaciones de aficionados a la ópera estadounidenses; a principios de 2011, sólo el Met la había interpretado casi mil veces. Disfrutó de un éxito similar en otras ciudades estadounidenses y en todas partes del mundo, en muchos idiomas diferentes. La habanera de Carmen del acto primero y la canción del torero «Votre brindis» del segundo acto, se encuentran entre las arias de ópera más populares y conocidas, esta última «una espléndida pieza de arrogancia», según Newman, «contra la cual las voces y las cejas de los puristas se han levantado durante mucho tiempo en vano». La mayoría de las producciones fuera de Francia siguieron el ejemplo creado en Viena e incorporaron lujosos interludios de ballet y otros espectáculos, una práctica que Mahler abandonó en Viena cuando revivió la obra allí en 1900. En 1919, el contemporáneo de Bizet Camille Saint-Saëns todavía se quejaba de la «extraña idea» de agregar un ballet, que consideraba «una imperfección horrible en esa obra maestra» y se preguntaba por qué la esposa de Bizet lo había permitido.
En la Opéra-Comique, después de su montaje de 1883, Carmen siempre se presentó en la versión de diálogo con adornos musicales mínimos. Para 1888, el año del cincuenta aniversario del nacimiento de Bizet, la ópera se había representado allí 330 veces; para 1938, año de su centenario, el total de representaciones en el teatro había llegado a 2271. Sin embargo, fuera de Francia, la práctica de usar recitativos siguió siendo la norma durante muchos años; la producción londinense de 1947 de Carl Rosa Opera Company y la puesta en escena de 1949 de Walter Felsenstein en la Ópera Cómica de Berlín se encuentran entre los primeros casos conocidos en los que se utilizó la versión de diálogo fuera de Francia. Ninguna de estas innovaciones condujo a muchos cambios en la práctica; se intentó un experimento similar en Covent Garden en 1953, pero se retiró apresuradamente, y la primera producción estadounidense con diálogo hablado, en Colorado en 1953, corrió la misma suerte.
Dean ha comentado sobre las distorsiones dramáticas que surgen de la supresión del diálogo; el efecto, dice, es que la acción avanza «en una serie de sacudidas, en lugar de una transición suave», y que la mayoría de los personajes secundarios se reducen sustancialmente. Sólo a finales del siglo XX las versiones de diálogo se volvieron comunes en los teatros de ópera fuera de Francia, pero todavía no existe una partitura completa universalmente reconocida. La edición de 1964 de Fritz Oeser, que restableció la edición original, más fiel a la voluntad del compositor, es un intento de llenar este vacío, pero en opinión de Dean es insatisfactoria. Oeser reintroduce material eliminado por Bizet durante los primeros ensayos e ignora muchos de los últimos cambios y mejoras que el compositor hizo inmediatamente antes de la primera interpretación; por lo tanto, según Susan McClary, «sin darse cuenta conserva como definitivo un primer borrador de la ópera». A principios del siglo XXI, Robert Didion y Richard Langham-Smith prepararon nuevas ediciones, publicadas por Schott y Peters respectivamente. Cada uno se aparta significativamente de la partitura vocal de Bizet de marzo de 1875, publicada durante su vida después de haber corregido personalmente las pruebas; Dean cree que esta partitura vocal debería ser la base de cualquier edición estándar. Lesley Wright, una experta contemporáneo en Bizet, comenta que, a diferencia de sus compatriotas Rameau y Debussy, a Bizet no se le ha concedido una edición crítica de sus obras principales; si esto sucediera, dice, «podríamos esperar que otro académico intente refinar los detalles de esta vibrante partitura que ha fascinado tanto al público como a los artistas durante más de un siglo». Mientras tanto, la popularidad de Carmen perdura; según MacDonald: «La memorabilidad de las melodías de Bizet mantendrá viva la música de Carmen a perpetuidad» y ninguna otra ópera francesa cuestiona su condición de clásico popular. Es una de las óperas más destacadas del repertorio operístico estándar y aparece en tercera posición en la lista de Operabase de las óperas más representadas en todo el mundo en el período 2005-2010.

## Discografía

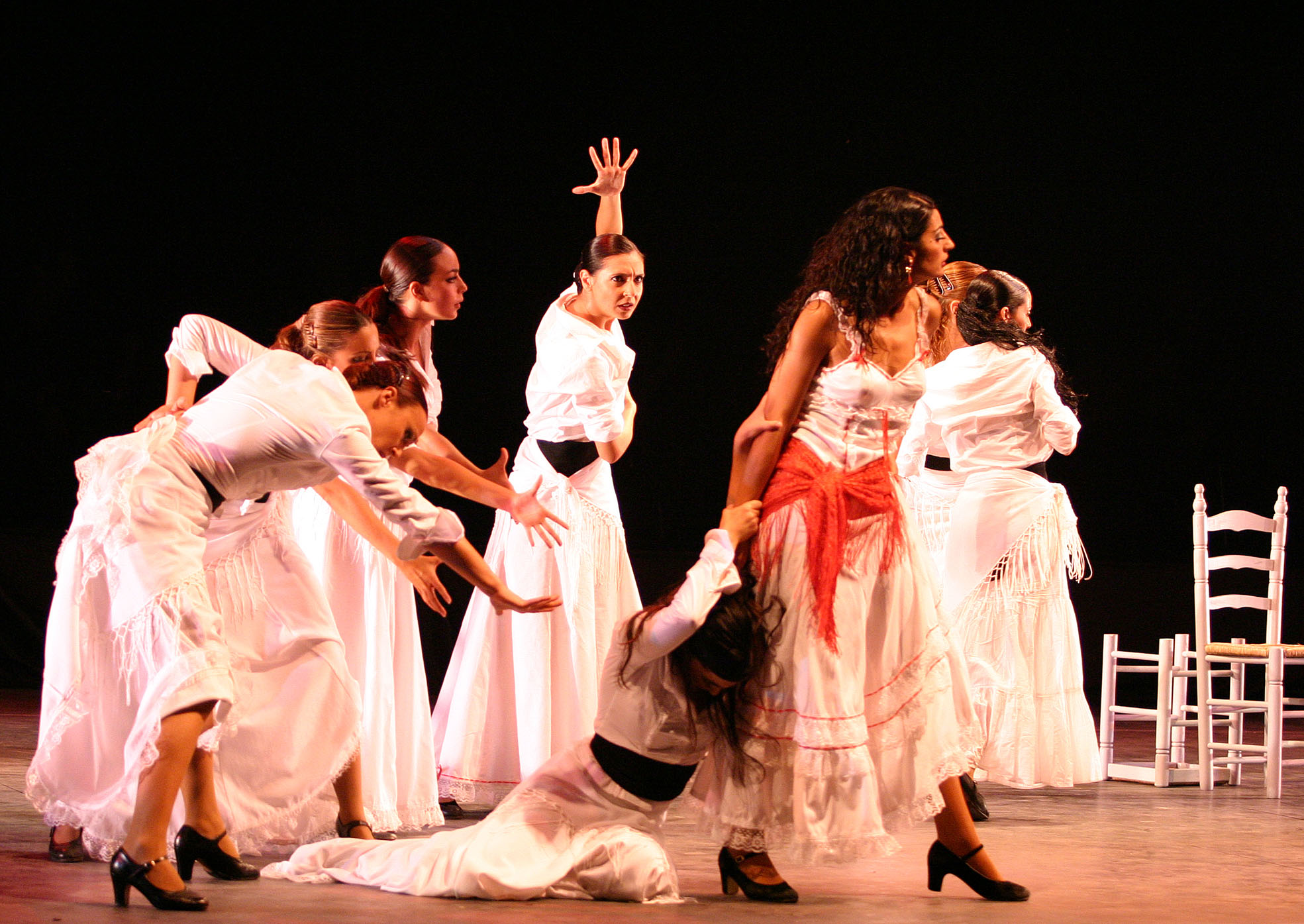
Carmen de Bizet representado por el Ballet Flamenco de Madrid en junio de 2007 en el Teatro Reina Victoria de Madrid.

Carmen ha sido objeto de muchas grabaciones, comenzando con las primeras grabaciones de extractos en cilindros de cera en la década de 1890, una interpretación casi completa en alemán de 1908 con Emmy Destinn en el papel principal y una grabación en francés completa de 1911 en la Opéra-Comique. Desde entonces, muchos de los principales teatros de ópera y artistas han grabado la obra, tanto en estudio como en directo. A lo largo de los años, se han recomendado y reeditado muchas versiones. Desde mediados de la década de 1990, numerosas grabaciones de video están disponibles. Estas incluyen la producción de 2002 para Glyndebourne de David McVicar y las producciones de Royal Opera de 2007 y 2010, cada una diseñada por Francesca Zambello.

## Adaptaciones

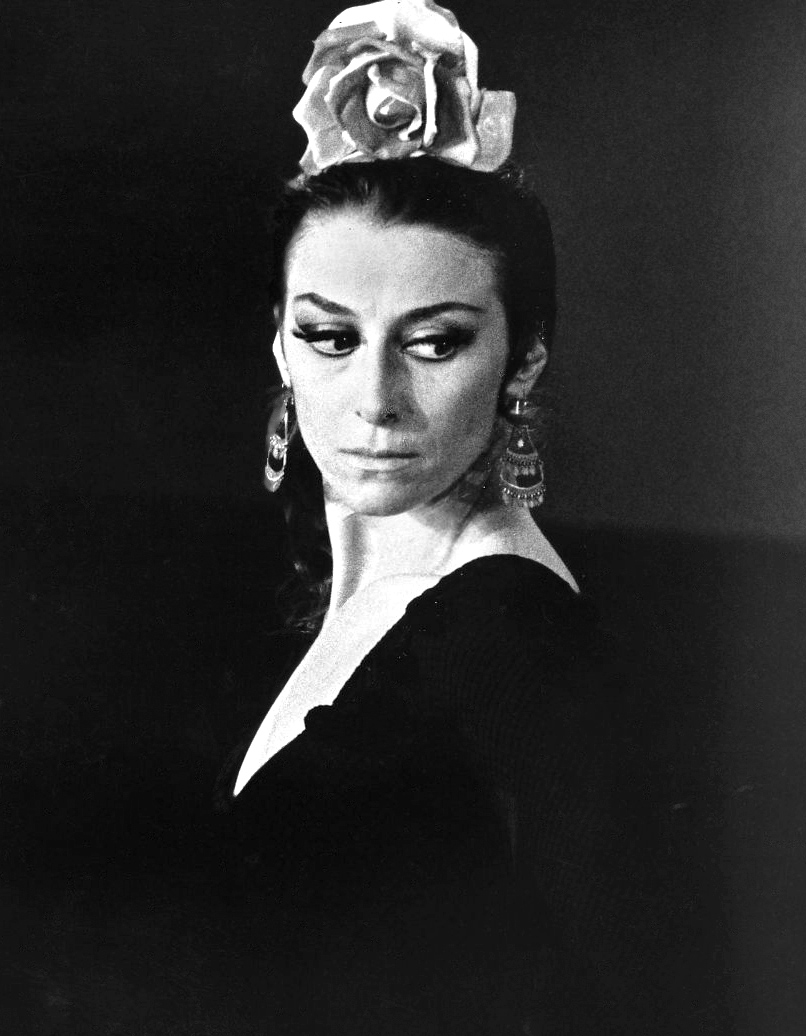
Maya Plisétskaya como Carmen en 1974.

La ópera Carmen ha sido adaptada a lo largo del tiempo por diferentes artistas y en diversos formatos, que incluyen el cine, danza, ballet, musical, así como otras composiciones musicales. En 1883, el violinista y compositor español Pablo de Sarasate escribió una Fantasía sobre Carmen para violín, descrita como «ingeniosa y técnicamente difícil». La pieza de Ferruccio Busoni de 1920, Sonatina para piano n.º 6 (Fantasia da camera super Carmen), está basada en temas de Carmen. En 1967, el compositor ruso Rodión Shchedrín adaptó partes de la música de la ópera en un ballet, la Suite Carmen, escrita para su esposa Maya Plisétskaya, entonces bailarina principal del Ballet Bolshoi.
En 1983, el director de escena Peter Brook produjo una adaptación de la ópera de Bizet conocida como La Tragedie de Carmen en colaboración con el escritor Jean-Claude Carrière y el compositor Marius Constant. Esta versión de noventa minutos se centró en cuatro personajes principales, se eliminaron los coros y se reelaboraron las arias principales para orquesta de cámara. Brook la produjo por primera vez en París y desde entonces se ha representado en muchas ciudades.
El personaje de Carmen ha sido un tema habitual de tratamiento cinematográfico desde los primeros días del cine. Las películas se realizaron en varios idiomas y fueron interpretadas por varias culturas, y han sido creadas por destacados directores como Gerolamo Lo Savio (1909), Raoul Walsh (1915) con Theda Bara en el papel protagonista, Cecil B. DeMille (1915), y Los amores de Carmen (1948) con Rita Hayworth y Glenn Ford, dirigida por Charles Vidor. Carmen Jones de 1954 de Otto Preminger, con un elenco completamente negro, se basa en el musical de Broadway de Oscar Hammerstein de 1943 del mismo nombre, una adaptación de la ópera trasladada a la Carolina del Norte de la década de 1940 que se extiende a Chicago. The Wild, Wild Rose es una película de Hong Kong de 1960 que adapta la trama y el personaje principal al escenario de un club nocturno de Wan Chai, e incluye sorprendentes interpretaciones de algunas de las canciones más famosas de Grace Chang. Otras adaptaciones incluyen a Carlos Saura (1983) (quien hizo una película de danza basada en el flamenco con dos niveles de narración), Peter Brook (1983) (filmando su comprimida La Tragédie de Carmen) y Jean-Luc Godard (1984). La película de Francesco Rosi de 1984, con Julia Migenes y Plácido Domingo, es en general fiel a la historia original y a la música de Bizet. Carmen on Ice (1990), protagonizada por Katarina Witt, Brian Boitano y Brian Orser, se inspiró en la actuación ganadora de la medalla de oro de Witt durante los Juegos Olímpicos de Invierno de 1988. La película de 2001 de Robert Townsend, Carmen: A Hip Hopera, protagonizada por Beyoncé, es un intento más reciente de crear una versión afroamericana. Carmen fue interpretada en ballet moderno por la bailarina y coreógrafa sudafricana Dada Masilo en 2010.
Ante una creciente concienciación en la sociedad acerca de la violencia contra la mujer, en 2018 el Teatro del Maggio de Florencia estrenó una nueva versión adaptada por el director de escena Leo Muscato en la que la protagonista, en lugar de morir a manos de su maltratador, lo mata en defensa propia. En palabras del director del teatro, Cristiano Chiarot, «nuestra versión es un intento de sacar a la luz el abuso y maltrato contra las mujeres en Italia donde el feminicidio no es algo infrecuente». Por otra parte, un portavoz del teatro señaló que, ante tanta violencia contra la mujer «el teatro debe desempeñar una función tanto ética como social. Debe transmitir un mensaje contra la violencia».

### Música
- 1887: Fantasía sobre Carmen, de Pablo de Sarasate.[111]
- 1920: Sonatina para piano n.º 6 (Fantasia da camera super Carmen), de Ferruccio Busoni.[112]
- 1997: En su álbum solista, Classical, Wolf Hoffmann interpreta «Preludio», «Habanera» y «Aragonesa» en versión rock instrumental.[133]

### Danza
- 1949: Carmen, por el coreógrafo Roland Petit para los Ballets de París y con escenografía de Antoni Clavé.
- 1967: Carmen, por Alberto Alonso con música de Rodión Shchedrín con Maya Plisétskaya.
- 1975: Carmen, por Roland Petit con Zizi Jeanmaire.
- 1983: Carmen, ballet flamenco por Antonio Gades con Antonio Gades y Cristina Hoyos.
- 1994: Carmen, ballet de Mats Ek con Ana Laguna.
- 1996: Carmen, ópera flamenca de Salvador Távora.
- 2001: Carmen, por Ballet Flamenco de Madrid, en el patio central del Conde Duque (Madrid).
- 2009: Carmen, por Sara Baras, en el Teatro Lope de Vega (Madrid).
- 2012: Carmen, por María Serrano sobre un libreto de Manu Marín en Audi Klassik Open Air Festival (Berlín).
- 2015: Carmen, ballet de Johan Inger.

### Cine

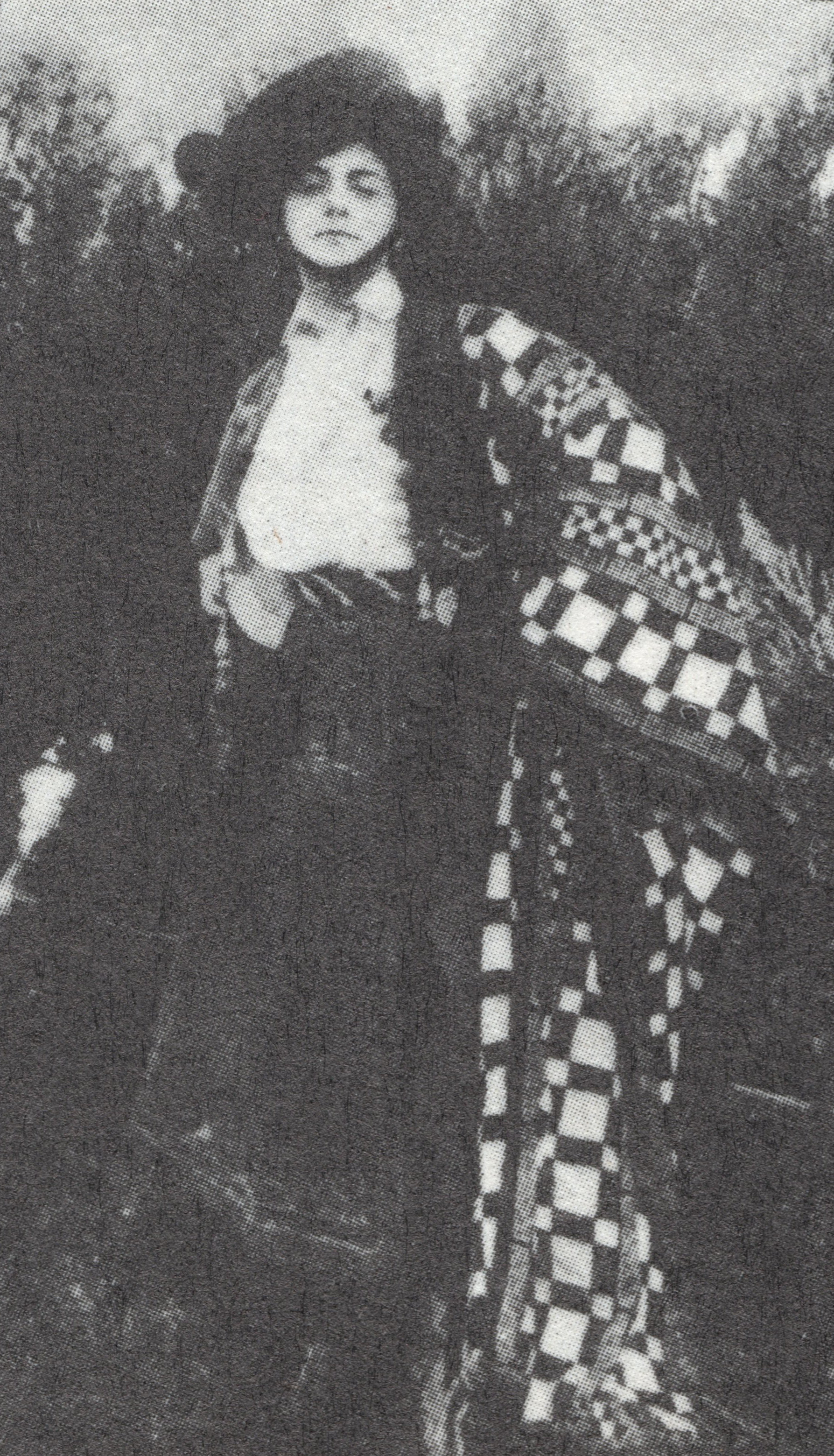
Vittoria Lepanto en Carmen (1909).

- 1907: Carmen, película muda de Arthur Gilbert.[134]
- 1909: Carmen, película muda de Gerolamo Lo Savio.[135]
- 1912: Carmen, película muda de Theo Frenkel.[136]
- 1913: Carmen, película muda de Stanner Taylor con Marion Leonard.[137]
- 1915: Carmen, película muda de Raoul Walsh con Theda Bara.[116]
- 1915: Carmen, película muda de Cecil B. DeMille con Geraldine Farrar.[117]
- 1915: A Burlesque on Carmen, película muda de Charles Chaplin.[138]
- 1918: Carmen, película muda de Ernst Lubitsch con Pola Negri.[139]
- 1922: Carmen, película de George Wynn con Patricia Fitzgerald.[140]
- 1926: Carmen, película de Jacques Feyder con Raquel Meller.[141]
- 1927: Los amores de Carmen, película muda de Raoul Walsh con Dolores del Río.[142]
- 1931: Carmen, película de Cecil Lewis.
- 1940: Carmen la de Triana película de Florián Rey con Imperio Argentina.[143]
- 1943: Carmen, versión cómica argentina de Luis César Amadori, con la actuación de Niní Marshall.[144]
- 1944: Carmen, película de Christian-Jaque con Vivian Romance y Jean Marais.[145]
- 1948: Los amores de Carmen, película de Charles Vidor.[118]
- 1954: Carmen Jones, película estadounidense de Otto Preminger.[119]
- 1966: Carmen de Kawachi, versión libre japonesa de Seijun Suzuki, a su vez inspirada en la novela de Toko Kon.[146]
- 1976: La Carmen, película-petenera de Julio Diamante.
- 1978: Carmen, la que contaba 16 años de Román Chalbaud.[147]
- 1983: Carmen, película de Carlos Saura.[122]
- 1983: Prénom Carmen, film de Jean-Luc Godard (Francia, 1983).[124][125]
- 1984: Carmen, película de la ópera de Francesco Rosi.[124]
- 1984: La Tragédie de Carmen, tres películas de Peter Brook.[123]
- 2001: Carmen: A Hip Hopera, película de Robert Townsend con Beyoncé.[127]
- 2003: Carmen, con Paz Vega y Leonardo Sbaraglia, dirigida por Vicente Aranda.[148]
- 2005: U-Carmen e-Khayelitsha, película sudafricana de Mark Dornford-May.[149]
- 2011: Carmen in 3D, una coproducción de RealD y la London's Royal Opera House, dirigida por Julian Napier.[150]